# Hugo Manuel Salaberry Goyeneche

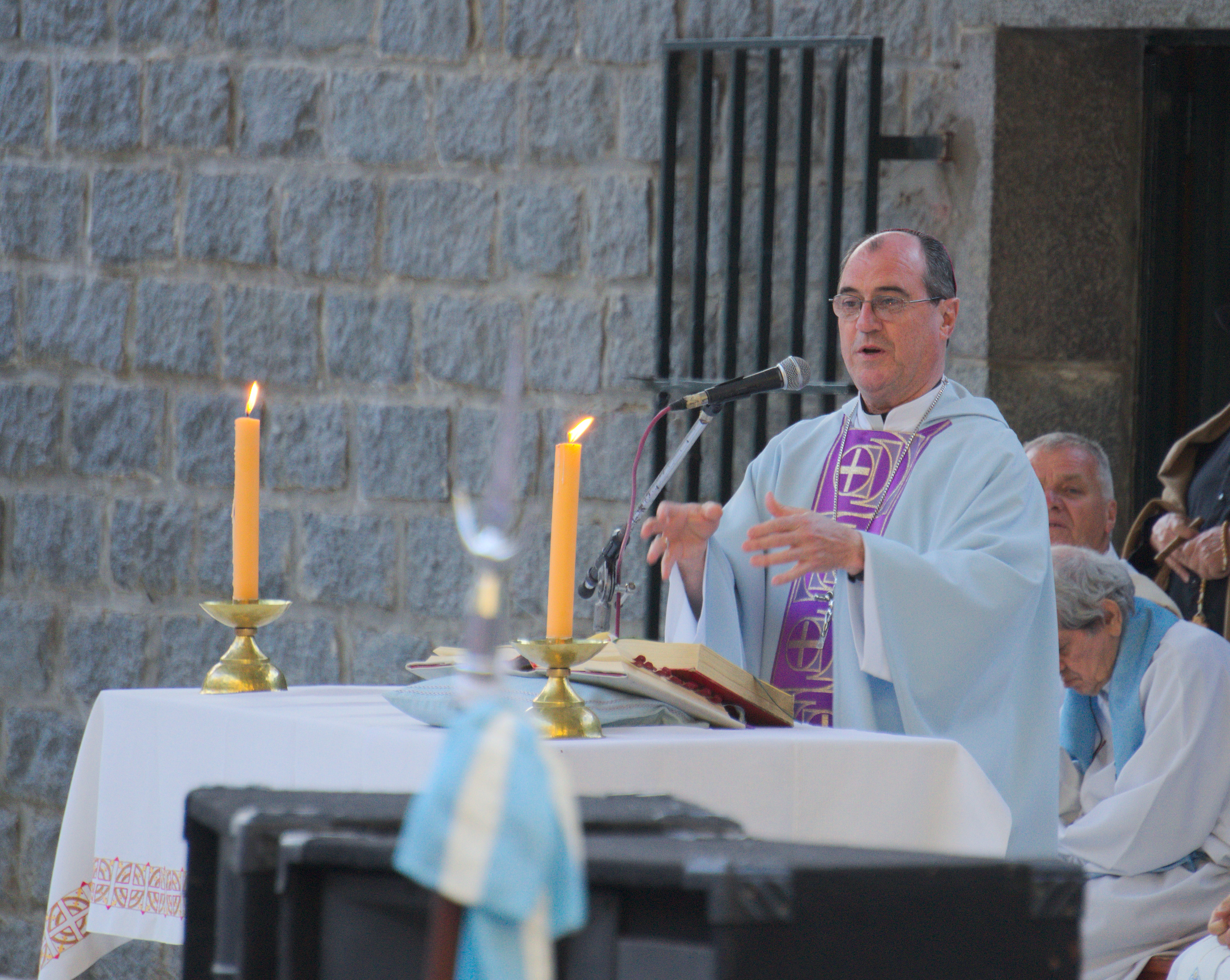

Hugo Manuel Salaberry Goyeneche SJ (* 7. März 1952 in San Andrés de Giles) ist ein argentinischer Ordensgeistlicher und Bischof von Azul.

## Leben
Hugo Manuel Salaberry Goyeneche trat der Ordensgemeinschaft der Jesuiten bei, empfing am 3. Dezember 1985 die Priesterweihe und legte die feierliche Profess am 15. August 1989 ab. 
Papst Benedikt XVI. ernannte ihn am 24. Mai 2006 zum Bischof von Azul. Die Bischofsweihe spendete ihm der Erzbischof von Buenos Aires Jorge Mario Kardinal Bergoglio SJ, am 21. August desselben Jahres; Mitkonsekratoren waren Emilio Bianchi di Cárcano, Altbischof von Azul, und Guillermo Garlatti, Erzbischof von Bahía Blanca.